# Žumer
Žumer je priimek več znanih Slovencev: 
- Andrej Žumer (1847—1903), šolnik
- Dragica Ropret Žumer, kamišibajkarka
- Hana Žumer (*2001), kolesarka
- Jan Žumer (*1982), atlet, skakalec v daljino
- Jože Žumer (1953—2006), geograf, alpinist, jamar, potapljač, pedagog
- Katarina Kocijančič (r. Žumer), bibliotekarka Gledališkega muzeja
- Kristina Žumer (*1980), atletinja, molekularna biologinja/biokemičarka
- Lidija Golc (roj. Žumer) (*1955), pesnica in profesorica slovenščine
- Lojze Žumer (1899—1978), gozdarski in lesarski strokovnjak
- Maja Žumer (*1953), informatičarka, univ. profesorica
- Marija Žumer (1900—1944), delavska in politična aktivistka
- Matija Žumer (1901—1957), metalurg, univ. profesor
- Matic Žumer (*1997), kolesar
- Miha Žumer, alpinist
- Miha(el) Žumer (1937—2013), kemik, univ. profesor
- Milan Žumer (1908—2001), zdravnik nevrokirurg, prof. MF
- Mira Vurnik Žumer (1916—1998), zdravnica rentgenologinja, prof. MF
- Mirjam Škrk (r. Žumer) (*1947), mednarodna pravnica, ustavna sodnica, univ. prof.
- Niko Žumer (1905—1989), kovač, krščanski socialist in partizan
- Slobodan Žumer (*1945), fizik, univ. profesor
- Srečko Žumer (1895—1983), sindikalni voditelj, publicist
- Tadej Žumer, kolesar
- Valentin Žumer, harmonikar, ljudski godec in pesnik
- Viljem Žumer (*1943), elektrotehnik, računalnikar, univ. profesor
- Vladimir Žumer (1949—2021), zgodovinar, arhivist